# Зволяки
Зволяки (пол. Zwolaki) — частина міста Улянів в південно-східній Польщі, Підкарпатське воєводство, Ніжанський повіт.

## Розташування
Зволяки лежать на лівому березі річки Танва — правої притоки Сяну, за 2 км на схід від центральної частини Улянова.

## Історія
У 1836 р. в селі налічувалось 8 греко-католиків, які належали до парафії Дубрівка Каньчузького деканату Перемишльської єпархії
Відповідно до «Географічного словника Королівства Польського» в 1895 р. Заволоки знаходились у Нисківському повіті Королівства Галичини та Володимирії Австро-Угорщини, було 28 будинків і 161 мешканець.
Востаннє в 1914 р. згадуються греко-католики в селі, у наступному шематизмі (1918 року) Зволяки відсутні в переліку сіл парафії.